# Hemiragis
Hemiragis là một chi rêu trong họ Hookeriaceae.